# Prassi e teoria della psicologia individuale
Prassi e teoria della psicologia individuale è un libro scritto dallo psicologo Alfred Adler, pubblicato nel 1924.
Il libro conserva una notevole importanza, visto che assurge anche al ruolo di trattato-manifesto della dottrina proposta da Adler. 
Il primo capitolo è scritto dall'autore per orientare il lettore nel percorso introduttivo alle teorie fondamentali e ai risultati ottenuti dalla psicologia individuale. Adler chiarisce innanzitutto il significato della definizione "individuale" e di "individuale comparata", che lascia ben aperte le porte all'approfondimento dei rapporti interpersonali.
Nelle pagine seguenti vengono descritte le linee direttive della nuova corrente psicologica, rette dal nuovo concetto di finalismo delle nevrosi, al posto della analisi causalistica delle stesse, che era in auge in quegli anni. In queste pagine il raffronto con la psicoanalisi freudiana è serrato e continuo. Segue un capitolo che presenta uno schema terapeutico utile per le fasi di diagnosi e di trattamento delle nevrosi, suddiviso in tre sezioni: il senso di inferiorità, i meccanismi di compensazione, la metodologia psicoterapeutica.
Nei capitoli successivi, gli argomenti centrali trattati dall'autore sono le valutazioni cliniche sul substrato organico delle psiconevrosi e la sintomatologia di queste ultime.
Tra le principali nevrosi analizzate vi sono la sifilofobia, che comporta la rinuncia ad una vita sessuale e matrimoniale serena e regolare; l'insonnia nervosa, ossessioni, depressioni e paranoie descritte grazie all'ausilio di molti casi di analisi.
Il capitolo riguardante la vita onirica e l'interpretazione dei sogni conferma la mentalità clinica dello psicologo, che rifugge ogni soluzione magica.
Ben tre capitoli sono dedicati alla osservazione del comportamento infantile e ai problemi connessi: il primo evidenzia perché lo studio dell'infanzia si può definire centrale per la eziologia delle nevrosi, in quanto queste ultime vengono considerate conseguenze di compensazioni elaborate durante i primi anni di vita; il secondo affronta la delicata tematica dell'educazione, dal punto di vista psicologico, prendendo in considerazione gli effetti indotti dai modelli educativi troppo duri e rigidi oppure troppo deboli e permissivi; il terzo penetra nella disciplina sociologica, visto che si occupa della tematica dell'infanzia abbandonata.
Il tema della sessualità appare pregnante e interi capitoli sono dedicati alle problematiche inerenti all'omosessualità maschile e femminile, la prostituzione, le esperienze di natura erotica, che vengono affrontate con una prospettiva di valutazione ben più ampia della semplice pulsione.
Anche alla tematica dell'inconscio, l'autore assegna una importanza notevole, dato che il modello adleriano attribuisce ai processi psichici una origine inconsapevole o contraria alla sfera cosciente.

## Edizioni
- Alfred Adler, Prassi e teoria della psicologia individuale, Roma, Casa Editrice Astrolabio, 1949,  p. 288, ISBN 8834000021; ISBN 9788834000021..